# قائمة الخطوط الجوية اللبنانية

الموقع الجغرافي للبنان على المستديرة الأرضية (كوكب الأرض). يعتبر لبنان جزءا جغرافيا وكيانا سياسيا وثقافيا من الشام، والشرق الأوسط وشمال إفريقيا وجنوب المتوسط بشكل عام، ومنشأ الأبجدية والحضارة الفينيقية البحرية القديمة، ومن مناطق الهلال الخصيب التي عرفت ظهور وتطور النشاط الزراعي مبكرا.

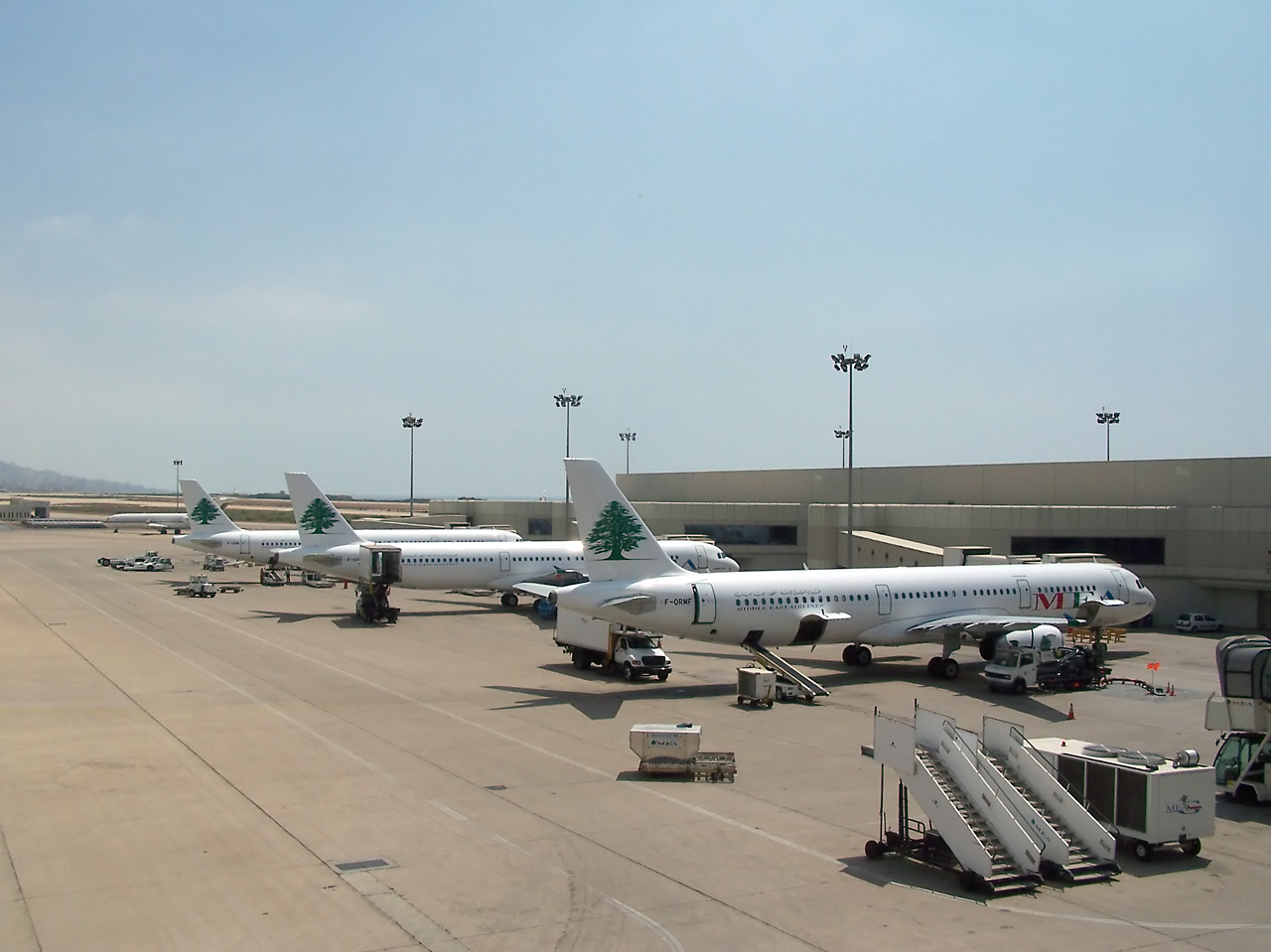
ثلاث طائرات إيرباص إيه 320، مصطفة في الجناح الغربي لمطار بيروت رفيق الحريري الدولي.

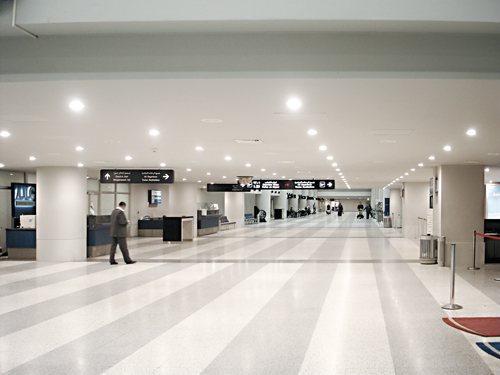
داخل مطار بيروت رفيق الحريري الدولي.

يتوفر لبنان على أسطول جوي للنقل والمواصلات يغطي السوق الداخلية بين المدن الرئيسية اللبنانية والخطوط الإقليمية في الشام والشرق الأوسط من وإلى لبنان، كما يغطي الخطوط الدولية من وإلى لبنان بين أوروبا ولبنان وشمال إفريقيا ولبنان والولايات المتحدة وأمريكا الشمالية ولبنان.
يلعب المهاجرون اللبنانيون دورا مهما في حركة النقل الجوي اللبناني سواء كمتنقلين من مختلف دول المهجر إلى لبنان مشكلين فئة مهمة لشركات الخطوط الجوية اللبنانية أو كأطر طيران جوي.
وهذه هي قائمة الخطوط الجوية التي تعمل حاليا في لبنان وتمثل اسم دولة لبنان.

## خطوط طيران مجدولة
| الخطوط الجوية      | الصورة | اتحاد النقل الجوي الدولي | رموز طيران | رمز النداء    | الانطلاق سنة | ملاحظات |
| ------------------ | ------ | ------------------------ | ---------- | ------------- | ------------ | --- |
| طيران الشرق الأوسط |        | ME                       | MEA        | CEDAR JET     | 1945         | شركة طيران الوطنية اللبنانية، يقع مقرها الرئيسي في بيروت، وتقدم خدماتها إلى أكثر من 25 وجهة في الشرق الأوسط وأوروبا وأفريقيا، تتخذ من مطار رفيق الحريري الدولي مركزاً لرحلاتها، وغالبية أسهم الشركة يمتلكها مصرف لبنان المركزي بنسبة (99%). |
| أجنحة لبنان        |        | L4                       | WLB        | WINGS LEBANON | 2006         | شركة طيران لبنانية خاصة، وقد وسعت في يوليو 2016 جدول طيرانها لتشمل خدمات نقل الركاب على الصعيد الدولي بشكل |

## خطوط طيران سابقة أو توقفت عن الخدمة
- الخطوط الجوية اللبنانية الدولية: هي شركة طيران لبنانية مقرها في بيروت.[3] تم تشكيلها بمساعدة من بان آم،[4] بدأت رحلاتها الجوية في يناير 1956، وبحلول عام 1958 وسعت شبكتها من خلال اتفاقيات مع سابينا من بلجيكا.[3] وبحلول منتصف ستينيات القرن الماضي، كانت وجهاتها تشمل طهران، مدينة الكويت، بغداد، البحرين، باريس وميلانو. توقفت وجهاتها في يناير 1969، بعد أن دمرت معظم أسطولها غارة عسكرية إسرائيلية في مطار بيروت الدولي.[5] وقد استولت شركة طيران الشرق الأوسط على شركة الطيران.[4]

## الوجهات
تقدم خطوط الجو اللبناني للطيران المدني ونقل البضائع خدماتها إلى أكثر من 30 وجهة في الشرق الأوسط، أوروبا، وأفريقيا وقارة أمريكا وتشمل المدن الآتية:
| - موسكو - ستوكهولم - أسلو - كوبنهاجن - برلين - بوخترسيت - إسطنبول - براغ - بروكسل - لندن - أمستردام - لارنكا - أثينا - تونس - روما - نيس - البندقية - جنيف - باريس - بريست - تولوز - بياريتز - باو - مدريد - مالجا - لشبونة - الدار البيضاء - الرباط - مونبلييه - كليرمون فيران - مانشستر - برمنجهام - بريفان - أربيل - بغداد - النجف - البصرة - دبي | - الدمام - أبو ظبي - مسقط - الرياض - المدينة المنورة - جدة - عمان - القاهرة - بوسطن - نيويورك - واشنطن - مونتريال - أوتوا - تورنتو - ديترويت - أتلانتا - ميامي - هيوستن - لاس فيجاس - كالجاري - لوس أنجلوس - سان فرانسيسكو - كراكس - بيرث - ملبورن - سيدني - بيرزبين - لاغوس - أبيدجان - الدوحة - أكرا |